# Makabeus
A Makabeus héber eredetű férfinév, eredetileg Makkabeus Júdás mellékneve volt, majd testvéreit és családját is Makkabeusoknak nevezték. Jelentése tisztázatlan, talán: kalapácsos, kalapácsoló. A név ezen magyarázata abból ered, hogy első viselője súlyos csapásokat mért Izrael ellenségeire.

## Gyakorisága
Az 1990-es években szórványos név, a 2000-es években nem szerepel a 100 leggyakoribb férfinév között.

## Névnapok
- augusztus 1.[2]